# 吴金华 (文献学家)
吴金华（1943年—2013年6月2日），江蘇南京人，中華人民共和國漢語言文字學、文獻學家，著重中古漢語辭彙研究，尤以對《三國志》的校勘與訓詁研究最受注意。

## 生平
吴金华畢業於南京師範大學中文系，師承徐复，並留於該校任教，升至教授。1995年轉往復旦大學古籍整理研究所擔任教授。
1986年，其師徐复將其五篇文章集結為《〈三國志〉語詞考釋》，向中國社會科學院青年語言學家獎（今呂叔湘語言學獎）評委會推薦，最終獲得二等獎。吴金华因而對《三國志》產生更濃厚興趣。:6
1989年主持麓書社校點本《三國志》的編修（1990年出版）及2000年代的修訂（2002年出版）。:271-293
1993年獲南京大學鄧瑞教授贈予從位於臺北市的國立中央圖書館所獲之易培基《三國志補注》序文和注文影印本。同年吴金华訪問香港大學後，再獲贈該書全文影印本，其後加以研究。:16-17
被視為中國內地對二十四史及《清史稿》点校及修订工程中的主力之一。

## 著作
- 《古汉语概要》（與钱玄合著, 1983, 江蘇人民出版社）[6][7]
- 《三国志校诂》（1990, 江蘇古籍出版社）[8][7][4]
- 《古代汉语自学指导》（與韩陈其主編, 1993, 江蘇古籍出版社）[9]
- 《世說新語考釋》（1994, 安徽教育出版社）[10][7]
- 《古文献硏究丛稿》（1995, 江蘇教育出版社）[10][7]
- 《呂氏春秋譯注》（與儲道立合譯注, 1998, 臺北：建安出版社）[10]
- 《三國志叢考》（2000, 上海古籍出版社, 全書以繁體書寫）[10][7]
- 《古文献整理与古汉语研究》（2001, 江蘇古籍出版社）[10][11]
- 《古文献整理与古汉语研究续集》（2007, 南京：鳳凰出版社）[10][12]
- 《新编古汉语学习词典》（與汪维懋主編, 2011, 江蘇教育出版社）[13]

## 相關書籍
- 《凤鸣高冈：吴金华先生纪念文集》（2014, 南京：鳳凰出版社）[14][15]